# ウィートランド郡 (モンタナ州)
ウィートランド郡（英: Wheatland County）は、アメリカ合衆国モンタナ州の中央部に位置する郡である。2010年国勢調査での人口は2,168人であり、2000年の2,259人から4.0％減少した。郡庁所在地はハーロウトン市（人口997人）であり、同郡で人口最大の自治体でもある。

## 地理
アメリカ合衆国国勢調査局に拠れば、郡域全面積は1,428平方マイル (3,700 km2)であり、このうち陸地は1,7423平方マイル (3,690 km2)、水域は5平方マイル (13 km2)で水域率は0.36％である。

### 主要高規格道路
- アメリカ国道12号線
- アメリカ国道191号線
- モンタナ州道3号線

### 隣接する郡
- ジュディスベイスン郡 - 北
- ファーガス郡 - 北
- ゴールデンバレー郡 - 東
- スウィートグラス郡 - 南
- マー郡 - 西

### 国立保護地域
- ルイスアンドクラーク国立の森（部分）

## 人口動態
以下は2000年の国勢調査による人口統計データである。
| 基礎データ - 人口: 2,259人 - 世帯数: 853 世帯 - 家族数: 540 家族 - 人口密度: 1人/km2（2人/mi2） - 住居数: 1,154軒 - 住居密度: 0軒/km2（1軒/mi2） 人種別人口構成 - 白人: 96.99% - アフリカン・アメリカン: 0.13% - ネイティブ・アメリカン: 0.58% - アジア人: 0.18% - 太平洋諸島系: 0.22% - その他の人種: 0.27% - 混血: 1.64% - ヒスパニック・ラテン系: 1.11% 先祖による構成 - ドイツ系：38.4％ - ノルウェー系：11.6％ - イギリス系：7.5％ - アイルランド系：7.4％ - アメリカ人：6.5％ 言語による構成 - 英語：87.4％ - ドイツ語：12.2％ 年齢別人口構成 - 18歳未満: 26.8% - 18-24歳: 6.4% - 25-44歳: 22.0% - 45-64歳: 25.5% - 65歳以上: 19.3% - 年齢の中央値: 41歳 - 性比（女性100人あたり男性の人口） - 総人口: 98.0 - 18歳以上: 99.2 | 世帯と家族（対世帯数） - 18歳未満の子供がいる: 25.8% - 結婚・同居している夫婦: 53.8% - 未婚・離婚・死別女性が世帯主: 4.9% - 非家族世帯: 36.6% - 単身世帯: 34.5% - 65歳以上の老人1人暮らし: 16.4% - 平均構成人数 - 世帯: 2.424人 - 家族: 2.86人 収入と家計 - 収入の中央値 - 世帯: 24,492米ドル - 家族: 32,500米ドル - 性別 - 男性: 14,185米ドル - 女性: 15,000米ドル - 人口1人あたり収入: 11,954米ドル - 貧困線以下 - 対人口: 20.4% - 対家族数: 11.1% - 18歳未満: 16.0% - 65歳以上: 15.5% |

## 都市と町

### 都市
- ハーロウトン - 郡庁所在地
- ジュディスギャップ

### その他の町
- ツードット